# Alysidiopsis foliicola
Alysidiopsis foliicola är en svampart som beskrevs av R.F. Castañeda & G.R.W. Arnold 1986. Alysidiopsis foliicola ingår i släktet Alysidiopsis, divisionen sporsäcksvampar och riket svampar.   Inga underarter finns listade i Catalogue of Life.